# Canaleja (Albacete)
Canaleja es una localidad española del municipio de Alcaraz, perteneciente a la provincia de Albacete, en la comunidad autónoma de Castilla-La Mancha.

## Historia
Hasta 1844 la localidad habría tenido ayuntamiento propio. Hacia mediados del siglo XIX, el lugar, ya por entonces perteneciente a Alcaraz, tenía contabilizadas 20 casas. Aparece descrito en el quinto volumen del Diccionario geográfico-estadístico-histórico de España y sus posesiones de Ultramar de Pascual Madoz de la siguiente manera:

CANALEJA: ald. en la prov. de Albacete, part. jud. y térm. jurisd. de Alcaráz. (V.): sit. al NO. y á la dist. de 1/2 leg. de esta c.: tiene unas 20 casas, é igl. parr. sufragánea de la de la Trinidad de la espresada pobl.; su terreno es pobre y no de la mejor calidad; hasta el año de 1844, tuvo ayuntamiento.
(Madoz, 1846, p. 388)

En 2022, la entidad singular de población tenía empadronados 9 habitantes y el núcleo de población 7 habitantes.